# Tipton, Indiana
Tipton este o localitate, municipalitate și sediul comitatului omonim, Tipton, statul Indiana, Statele Unite ale Americii.